# Hein Heckroth
Hein Heckroth (Gießen, 14 aprile 1901 – Amsterdam, 7 luglio 1970) è stato uno scenografo e costumista tedesco.

## Filmografia parziale
- Scala al paradiso (A Matter of Life and Death), regia di Michael Powell e Emeric Pressburger (1946)
- Narciso nero (Black Narcissus), regia di Michael Powell e Emeric Pressburger (1947)
- Scarpette rosse (The Red Shoes), regia di Michael Powell e Emeric Pressburger (1948)
- I ragazzi del retrobottega (The Small Back Room), regia di Michael Powell ed Emeric Pressburger (1949)
- L'inafferrabile Primula Rossa (The Elusive Pimpernel), regia di Michael Powell ed Emeric Pressburger (1950)
- I racconti di Hoffmann (The Tales of Hoffmann), regia di Michael Powell e Emeric Pressburger (1951)
- L'apprendista stregone (The Sorcerer's Apprentice), regia di Michael Powell - cortometraggio (1955)
- Oh... Rosalinda!!, regia di Michael Powell e Emeric Pressburger (1955)
- Le avventure di Robinson (Robinson soll nicht sterben), regia di Josef von Báky (1957)
- Il sipario strappato (Torn Curtain), regia di Alfred Hitchcock (1966)